# Melon's Not Dead
Albums de Melon Kinenbi
Mega Melon
(2008) Ura Melon
(2010)
Singles
 Melon's Not Dead  (écrit en capitales : MELON'S NOT DEAD) est le quatrième album original du groupe de J-pop Melon Kinenbi, son sixième album en tout. Il sort le 17 février 2010 au Japon sur le label zetima. Il atteint la 54e place du classement de l'Oricon, et reste classé pendant deux semaines.
L'album contient les chansons-titre des cinq singles sortis en 2009 par le groupe en collaboration avec différents groupes de rock japonais, dont un dans une nouvelle version. Il contient aussi une nouvelle version du titre instrumental qui ouvrait le premier album du groupe, 1st Anniversary, et quatre nouvelles chansons, dont une nouvelle collaboration avec l'un des groupes. L'album inclut un DVD en supplément contenant les clips vidéo des cinq chansons parues en single.

## Liste des titres
CD
1. Melon Kinenbi no Theme (Rock Ver.)  (メロン記念日のテーマ...?)
2. Don't Say Good-Bye / Melon Kinenbi x Beat Crusaders
3. Pinch wa Chance, Baka ni Narōze! (Album Ver.) (ピンチはチャンス　バカになろうぜ...?) / Melon Kinenbi x New Rote'ka
4. Sweet Suicide Summer Story / Melon Kinenbi x Midori
5. Seishun On The Road (青春・オン・ザ・ロード?) / Melon Kinenbi x The Collectors
6. Melon Tea (メロンティー?) / Melon Kinenbi x Going Under Ground
7. Romantic wo Tsukinukero ~Break it now~  (ロマンチックを突きぬけろ...?)
8. All Around Rock  (ALL AROUND ROCK?)
9. Ai da! Ima Sugu Rock On!  (愛だ!今すぐROCK ON!?)
10. Always Love you  (ALWAYS LOVE YOU?) / Melon Kinenbi x Beat Crusaders

DVD
1. Don't Say Good-Bye (DON'T SAY GOOD-BYE?) / Melon Kinenbi x Beat Crusaders
2. Pinch wa Chance, Baka ni Narōze!  (ピンチはチャンス　バカになろうぜ...?) / Melon Kinenbi x New Rote'ka
3. Sweet Suicide Summer Story (sweet suicide summer story?) / Melon Kinenbi x Midori
4. Seishun On The Road (青春・オン・ザ・ロード?) / Melon Kinenbi x The Collectors
5. Melon Tea (メロンティー?) / Melon Kinenbi x Going Under Ground